# Brisigavi
I Brisgavi (o Brisigavi, in tedesco Breisgauer) erano una tribù alamanna stanziata nel V secolo nella regione meridionale della Foresta nera nella Germania del sud. Lo storico romano Ammiano Marcellino scrisse nel 354 che il loro capo era Vadomario e che fu ucciso nel 368 dal suo stesso popolo dietro pressione dei romani. A oggi la regione in cui vivevano si chiama Brisgovia.